# Eric Boye
Eric Boye, född 1952 i Lund, är en svensk världsomseglare, äventyrare och författare. Boye är också läkare med specialistutbildning i allmänmedicin och har sprungit maratonlopp som Stockholm Marathon, Berlin Marathon och flertalet Göteborgsvarv. Han är gift med Birgitta Boye-Freudenthal och paret har tre söner.

## Biografi
Eric Boye seglar och äger båten Ariel IV som seglade genom  Nordvästpassagen 2010 som den första svenska segelbåten i historien. Båten var nummer 41 i raden av segelbåtar som lyckats ta sig igenom isen i Nordvästpassagen alltsedan Roald Amundsen gick igenom första gången 1906.
Från 1987 till 1988 seglade småbarnfamiljen med en nyfödd son i Medelhavet i ett år, vilket de beskrivit i loggboksform på sin webbplats. År 1998 gav sig familjen, med tre pojkar i åldrarna 9, 11 och 16 år, ut på ett familjeäventyr, en segling runt jorden som varade i tre år och som resulterade i parets första bok På världsomsegling med Ariel IV: Ett familjeäventyr.
Åren 2004–2005 tillbringade familjen i Nordnorge innan man seglade norrut förbi Nordkap mot Björnön. Därefter seglade de vidare till Svalbard och Longyearbyen. Försök gjordes att segla runt Svalbard på nordsidan men isen satte stopp för expeditionen vid ön Muffen på 80 grader nord. Hemseglingen gick via den ensliga ön Jan Mayen, där man var den enda segelbåten den sommaren. Island, Färöarna och Shetland besöktes också. Hela resan finns dokumenterad i parets andra bok Mot Nordpolen, med Ariel IV längs Norges kust till Svalbard.
År 2010 seglade Ariel IV med en besättning om sex personer från hemmahamnen i Råå via Norge, Shetland, Färöarna, Island och Grönland in i isen och Nordvästpassagen i Lancastersundet den 10 augusti 2010.  En månad och drygt 2 000 sjömil senare den 13 september 2010 passerade Ariel IV Point Barrow. Ariel IV seglade vidare via Dutch Harbor till Kodiak på Kodiak Island för övervintring. Berättelsen om resan är paret Boye-Freudenthals tredje bok; Den omöjliga isresan, med Ariel IV genom Nordvästpassagen.
Ariel IV:s resor finns också publicerade i ett stort antal artiklar. 192 resebrev publicerades i Sydsvenska Dagbladet under parets långseglingar runt jorden och till Nordpolen. Artiklar skrevs också i båttidningarna Segling, På Kryss och Praktiskt Båtägande. Eric Boye skrev även en artikelserie i läkemedelsbolaget Astras tidning Medicinskt Forum om de medicinska aspekterna på långsegling och erfarenheterna under resan jorden runt.
År 2010 fick paret utmärkelsen "Årets Seglare" i Råå Helsingborgs Segel Sällskap. Ariel IV och paret Boye-Freudenthal är ute på sin andra jordenruntsegling, 2011 i Alaska, 2012 i British Columbia, Kanada och därefter vidare söderöver mot Mexiko och ut i Stilla Havet.